# Czutiwka
Czutiwka (ukr. Чутівка) – wieś na Ukrainie, w obwodzie połtawskim, w rejonie łubieńskim. W 2024 liczyła 816 mieszkańców. W 2001 liczyła 1118 mieszkańców, wśród których 1105 wskazało jako ojczysty język ukraiński, 12 rosyjski, a 1 inny.